# Marcial Tagle
Marcial Andrés Tagle Concha (Santiago, 4 de octubre de 1973) es un actor chileno de cine y televisión.

## Familia
Estudió primero en el Colegio San Ignacio El Bosque. Vivió durante muchos años en España, país en el que además realizó sus estudios.
El actor contrajo matrimonio con la actriz chilena Luz Valdivieso el 3 de diciembre de 2005. En 2008 se convierte en padre por primera vez, nace su hija María, en 2011 nace su segundo hijo llamado Marcial y en 2016 nació su hija Lucía.
El 20 de enero de 2022, su esposa confirmó su separación en buenos términos con Marcial Tagle, enfocada en el cariño a sus hijos.

## Vida artística
Se hizo muy conocido en la serie Casado con hijos de Mega (2006), donde interpretaba al vecino "Pablo Pinto". Al año siguiente, protagonizó la teleserie Fortunato, adaptación de Los Roldán, y años después, la teleserie Graduados, adaptación de la teleserie del mismo nombre.
En 2012 participó en un video para la campaña presidencial de Andrés Velasco en la sección «Yo sí, lo apoyo» para redes sociales junto a su pareja Luz Valdivieso.

### Controversias
En enero de 2020, el actor apareció en un episodio de PH, podemos hablar, donde apoyó a Nicolás López ante las masivas denuncias por acoso y abuso sexual en su contra en 2018. Tagle declaró: «Si cometió algún error tendrá que enfrentarlo y hacerse cargo. Si lo paga y después sigue trabajando y me llama, yo le diría que sí». Estas palabras fueron duramente criticadas por las redes sociales durante la emisión del capítulo. A su vez, la Red de Actrices Chilenas reaccionó mediante un comunicado de prensa, en la que sostuvieron que: «No duda en protegerlo (Tagle). Jamás ha actuado en favor de alguna víctima, forma parte habitual de lo que viven miles de mujeres en esta sociedad machista que nos oprime».

## Filmografía

### Cine
| Películas | Películas                   | Películas                 | Películas                        |
| Año       | Película                    | Personaje                 | Director                         |
| --------- | --------------------------- | ------------------------- | -------------------------------- |
| 2005      | Play                        | Vargas                    | Alicia Scherson                  |
| 2006      | Padre Nuestro               | José "Pepe"               | Rodrigo Sepúlveda                |
| 2006      | Fuga                        | Miguel Recabarren         | Pablo Larraín                    |
| 2008      | Muñeca, cuestión de sexo    | Manuel                    | Sebastián Arrau                  |
| 2009      | Super, todo Chile adentro   | Jaime                     | Fernanda Aljaro y Felipe del Río |
| 2010      | Post Mortem                 | Militar                   | Pablo Larraín                    |
| 2010      | Qué pena tu vida            | Mario Alcázar             | Nicolás López                    |
| 2011      | Violeta se fue a los cielos | Fernando Castillo Velasco | Andrés Wood                      |
| 2012      | Bahía Azul                  | Raúl                      | Nicolás Acuña                    |
| 2012      | No                          | Alberto Arancibia         | Pablo Larraín                    |
| 2013      | Gloria                      |                           | Sebastián Lelio                  |
| 2013      | Aftershock                  | Reo                       | Nicolás López                    |
| 2013      | El derechazo                | Andrés Mallamand          | Lalo Prieto                      |
| 2013      | Barrio universitario        |                           | Esteban Vidal                    |
| 2015      | El bosque de Karadima       | Andrés Artiaga            | Matías Lira                      |
| 2015      | Alma                        | Pablo                     | Diego Rougier                    |
| 2015      | En la gama de los grises    | Schulz                    | Claudio Marcone                  |
| 2017      | Neruda                      |                           | Pablo Larraín                    |
| 2017      | Una mujer fantástica        | Familiar de Orlando       | Sebastián Lelio                  |
| 2017      | La memoria de mi padre      |                           | Rodrigo Bacigalupe               |
| 2017      | Ángel de la muerte          |                           | Florencia Mellado                |
| 2018      | El Taller                   |                           | José Tomás Videla                |
| 2018      | No estoy loca               |                           | Nicolás López                    |
| 2019      | Hecho bolsa                 | Manager                   | Felipe Izquierdo                 |
| 2020      | Cosas de hombres            |                           | Gabriela Sobarzo                 |
| 2022      | 1976                        | Osvaldo                   | Manuela Martelli                 |
| 2022      | S.O.S. Mamis: La película   | Andrés                    | Gabriela Sobarzo                 |
| 2024      | El lugar de la otra         | Aliro Veloso              | Maite Alberdi                    |

### Telenovelas
| Telenovelas | Telenovelas        | Telenovelas             |
| Año         | Título             | Personaje               |
| ----------- | ------------------ | ----------------------- |
| 2004        | Hippie             | Roberto Manríquez       |
| 2004-2005   | Ídolos             | Peter Prado             |
| 2005        | Los Capo           | Constantino Massone     |
| 2006        | Entre medias       | Rafael Valdés           |
| 2007        | Fortunato          | Fortunato "Nato" Cuevas |
| 2013        | Graduados          | Andrés Jalifa           |
| 2014-2015   | No abras la puerta | Claudio Gómez           |
| 2018        | Soltera otra vez 3 | Iván Ramírez            |
| 2019        | Río oscuro         | Custodio Pereira        |
| 2021        | La torre de Mabel  | Valerio Moya            |

### Series
| Series y Unitarios | Series y Unitarios                         | Series y Unitarios | Series y Unitarios |
| Año                | Serie                                      | Personaje          | Notas              |
| ------------------ | ------------------------------------------ | ------------------ | ------------------ |
| 2004-2005          | BKN                                        | Señor Valdivieso   | Reparto            |
| 2006               | JPT: Justicia para todos                   | Manuel Rivera      | —                  |
| 2006-2008-2023     | Casado con hijos                           | Pablo Pinto        | Reparto principal  |
| 2008               | Mandiola & Compañía                        | Mauro Amenábar     |                    |
| 2008               | Búscate la vida                            | Renzo              |                    |
| 2009-2011          | Otra vez papá                              | Jerónimo Campino   | Papel principal    |
| 2010               | Algo habrán hecho por la historia de Chile | Bernardo O´Higgins | 1 episodio         |
| 2010               | Adiós al séptimo de línea                  | Patricio Lynch     | Reparto            |
| 2010-2011          | La Colonia                                 | Bernardo del Río   | Papel principal    |
| 2012               | Cobre                                      | Ignacio Larrea     | Reparto            |
| 2016               | Bala loca                                  | Julián Torres      | Reparto            |
| 2017               | Papá Mono                                  | Rodrigo Martínez   | Reparto            |
| 2017               | 62: Historia de un mundial                 | Carlos Dittborn    | Reparto            |
| 2017               | Ramona                                     | Dionisio Cruz      | Reparto            |
| 2019               | Héroes Invisibles                          | Luis Salinas       | Reparto            |
| 2023               | Los mil días de Allende                    | Patricio Aylwin    | Reparto            |
| 2024               | Vencer o morir                             | General Salas      | Reparto            |

## Otros
- Súper Niño Bully (TVN, 2007) - Papá de Diego.
- La Liga (Mega, 2009) - Conducción.
- La muralla infernal (Mega, 2009) - Conducción en reemplazo.

## Publicidad
- Hellmann's (2013) - Protagonista del comercial junto a Carolina Varleta.
- Abcdin (2015) - Protagonista del comercial junto a Javiera Contador.